# Dorothea von Sachsen-Altenburg
Dorothea von Sachsen-Altenburg (* 26. Juni 1601 in Torgau; † 10. April 1675 in Altenburg) war eine wettinische Prinzessin aus dem Haus der Ernestiner und durch Heirat Herzogin von Sachsen-Eisenach.

## Leben
Dorothea war eine Tochter des Herzogs Friedrich Wilhelm I. von Sachsen-Weimar (1562–1602) aus dessen zweiter Ehe mit Anna Maria (1575–1643), Tochter des Herzogs Philipp Ludwig von Pfalz-Neuburg. Sie wurde in Torgau geboren, wo ihr Vater als Regent des Kurfürstentums Sachsen regierte. Sie wurde vornehmlich auf Schloss Lichtenburg durch die Kurfürstinwitwe Hedwig von Sachsen aufgezogen. Seit 1620 war sie unter dem Namen Die Freudige Mitglied der Tugendlichen Gesellschaft.
Am 11. Mai 1628 wurde Dorothea von ihrer älteren Schwester Dorothea Sophie, Äbtissin von Quedlinburg zur Koadjutorin des Stiftes Quedlinburg postuliert. Auch Dorotheas Tante Maria war bereits Äbtissin in Quedlinburg gewesen. Doch verließ Dorothea das Stift wieder.
Sie heiratete am 24. Juni 1633 in Weimar Herzog Albrecht von Sachsen-Eisenach (1599–1644). Die Ehe blieb kinderlos und Dorothea überlebte ihren Mann um 31 Jahre.